# Torneo de Los Cabos 2025
El Mifel Tennis Open 2025 fue un torneo de tenis perteneciente al ATP Tour 2025 en la categoría ATP Tour 250. El torneo tuvo lugar en la ciudad de Cabo San Lucas (México), desde el 11 hasta el 19 de julio de 2025 sobre pistas rápidas.

## Distribución de puntos
| Categoría            | G   | F   | SF  | CF | R16 | R32 | C  | C2 | C1 |
| Individual masculino | 250 | 165 | 100 | 50 | 25  | 0   | 13 | 7  | 0  |
| Dobles masculino     | 250 | 150 | 90  | 45 | 20  | 0   | -  | -  | -  |

## Cabezas de serie

### Individuales masculino
| Tenista              | Ranking | Preclasificados |
| Andrey Rublev        | 14      | 1               |
| Alejandro Davidovich | 27      | 2               |
| Denis Shapovalov     | 30      | 3               |
| Quentin Halys        | 46      | 4               |
| Daniel Altmaier      | 57      | 5               |
| Yunchaokete Bu       | 71      | 6               |
| Aleksandar Kovacevic | 76      | 7               |
| Adam Walton          | 90      | 8               |

- Ranking del 30 de junio de 2025.[2]

### Dobles masculino
| Tenista                           | Ranking | Preclasificados |
| Sadio Doumbia Fabien Reboul       | 49      | 1               |
| Christian Harrison Rajeev Ram     | 57      | 2               |
| Nathaniel Lammons Jackson Withrow | 60      | 3               |
| Matthew Ebden John Peers          | 73      | 4               |

## Campeones

### Individual masculino
Denis Shapovalov venció a  Aleksandar Kovacevic por 6-4, 6-2 

### Dobles masculino
Robert Cash /  James Tracy vencieron a  Blake Bayldon /  Tristan Schoolkate por 7-6(7-4), 6-4